# 춘장대역
춘장대역(春長臺驛)은 충청남도 서천군 서면에 위치한 서천화력선의 역이다. 역 바로 위쪽에 춘장대해수욕장이 있어서 여름 휴가철에 영등포역에서 출발하는 임시 관광열차가 이 역까지 운행하기도 하였다. 2010년 3월 13일부터 매주 화요일과 토요일에 통통통 뮤직카페트레인이라는 관광전용열차 1편성이 서울역에서 이 역까지 운행한 적이 있다.
폐지 이후 역사, 승강장, 선로, 노반이 모두 철거되고, 서천군에서 2020년 8월에 역 부지에 춘장대역 커뮤니티센터를 완공하였다.

## 연혁
- 1983년 12월 10일: 간치~동백정 간 서천화력선 개통과 함께 영업 개시[3]
- 2018년 3월 20일: 서천화력선 폐지[4]
- 미상: 역사 철거

## 사진

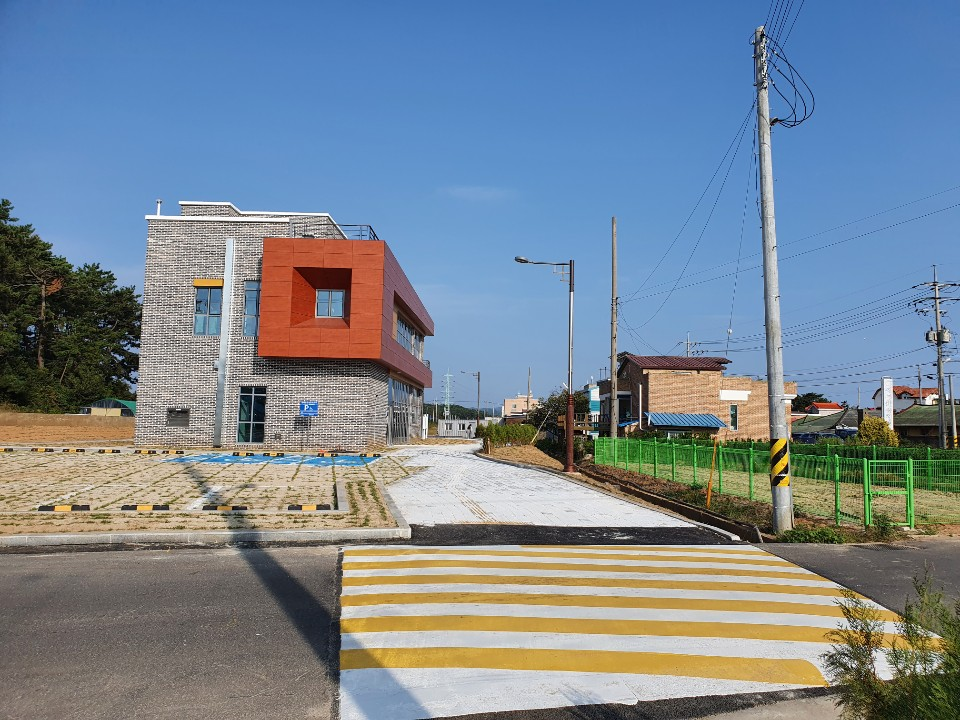
춘장대역 커뮤니티의 전경 (왼쪽)